# Jerzy Tadeusz Błeszyński
Jerzy Tadeusz Błeszyński (ur. 2 września 1906 w Warszawie, zm. 9 września 1939 w Gdyni) – kapitan marynarki, uczestnik II wojny światowej, obrońca Gdyni we wrześniu 1939 roku, dowódca pociągu pancernego „Smok Kaszubski”; kawaler Orderu Wojennego Virtuti Militari.

## Początki kariery
Po maturze zdanej w pińczowskim gimnazjum (matura 1925/26) wstąpił do Szkoły Podchorążych Marynarki Wojennej, po ukończeniu której uzyskał w roku 1929 stopień podporucznika. Służył w Dywizjonie Minowców, jednocześnie uczęszczając na Kurs Oficerów Sygnałowych, a następnie był oficerem ordynansowym w Kierownictwie Marynarki Wojennej.
W roku 1935 uczestniczył w pierwszym rejsie harcerskiego jachtu Zawisza Czarny do Londynu, Antwerpii i Amsterdamu. W latach 1937–1938 był dowódcą trałowca ORP „Mewa”, a następnie, w randze kapitana, oficerem flagowym w Kierownictwie Marynarki Wojennej w Warszawie. Na kilka dni przed wybuchem wojny przyjechał do Gdyni jako kurier i już nie zdążył wrócić.

## W obronie Wybrzeża
W dniu 2 września objął dowodzenie ORP „Mewa” zastępując rannego kpt. Lipkowskiego. Gdy 3 września, podczas nalotu na port helski, uszkodzona „Mewa”„” została zatopiona bombami (razem z niszczycielem ORP „Wicher” i stawiaczem min ORP „Gryf”), kpt. Błeszyński wrócił do Gdyni. Następnego dnia wziął ślub z Haliną Marczewską, córką kierownika Warsztatów Portowych Marynarki Wojennej i tego samego dnia zainicjował budowę pociągu pancernego.
Pociąg „Smok Kaszubski” został zbudowany w ciągu 4 dni z 10–13 mm blach przeznaczonych na budowę niszczycieli. Dnia 8 września opuścił halę montażową na Oksywiu i podjął patrole bojowe na linii Gdynia – Wejherowo. 9 września pociąg wjechał do centrum opuszczonego już przez wojska polskie i zajętego przez Niemców Wejherowa. W zaciętej walce, jaka się wówczas wywiązała, kpt. Błeszyński został ciężko ranny. Przewieziono go natychmiast do szpitala w budynkach Szkoły Morskiej, gdzie zmarł tego samego dnia.
Został pochowany na cmentarzu Witomińskim w Gdyni (kwatera 1-10-7). W 2022 odkryto faktyczne miejsce pochówku, oddalone o 300 m od miejsca upamiętnienia kpt. Błeszyńskiego.

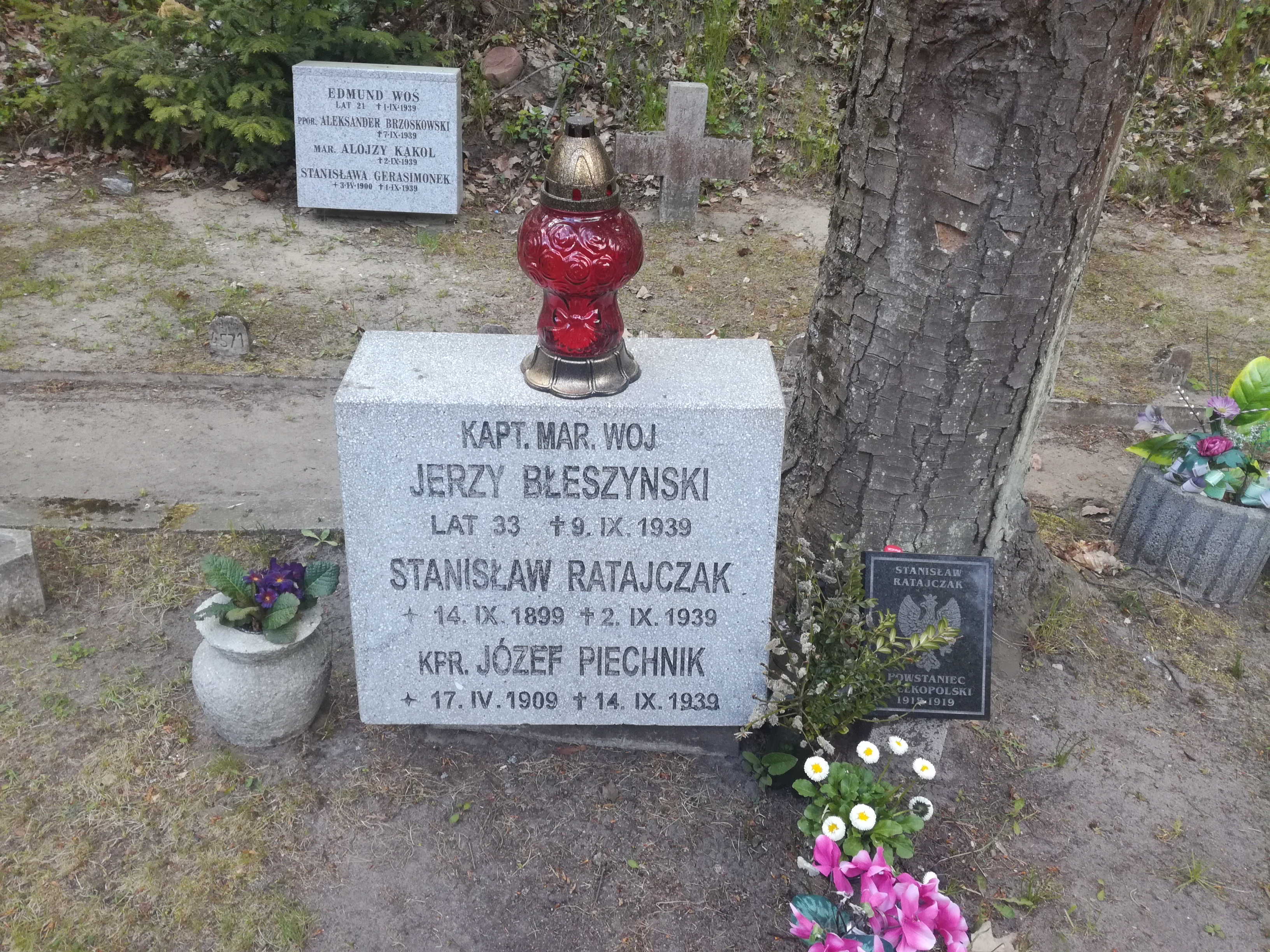
Grób kapitana Jerzego Błeszyńskiego na cmentarzu Witomińskim